# Hypericum fasciculatum
Hypericum fasciculatum är en johannesörtsväxtart som beskrevs av Jean-Baptiste de Lamarck. Hypericum fasciculatum ingår i släktet johannesörter, och familjen johannesörtsväxter. Inga underarter finns listade i Catalogue of Life.

## Bildgalleri

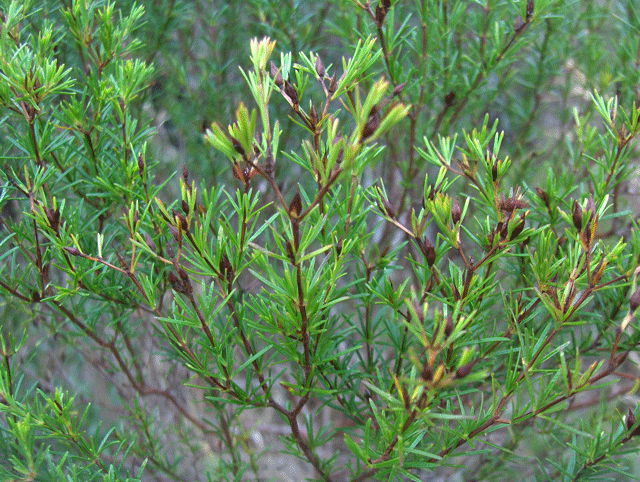
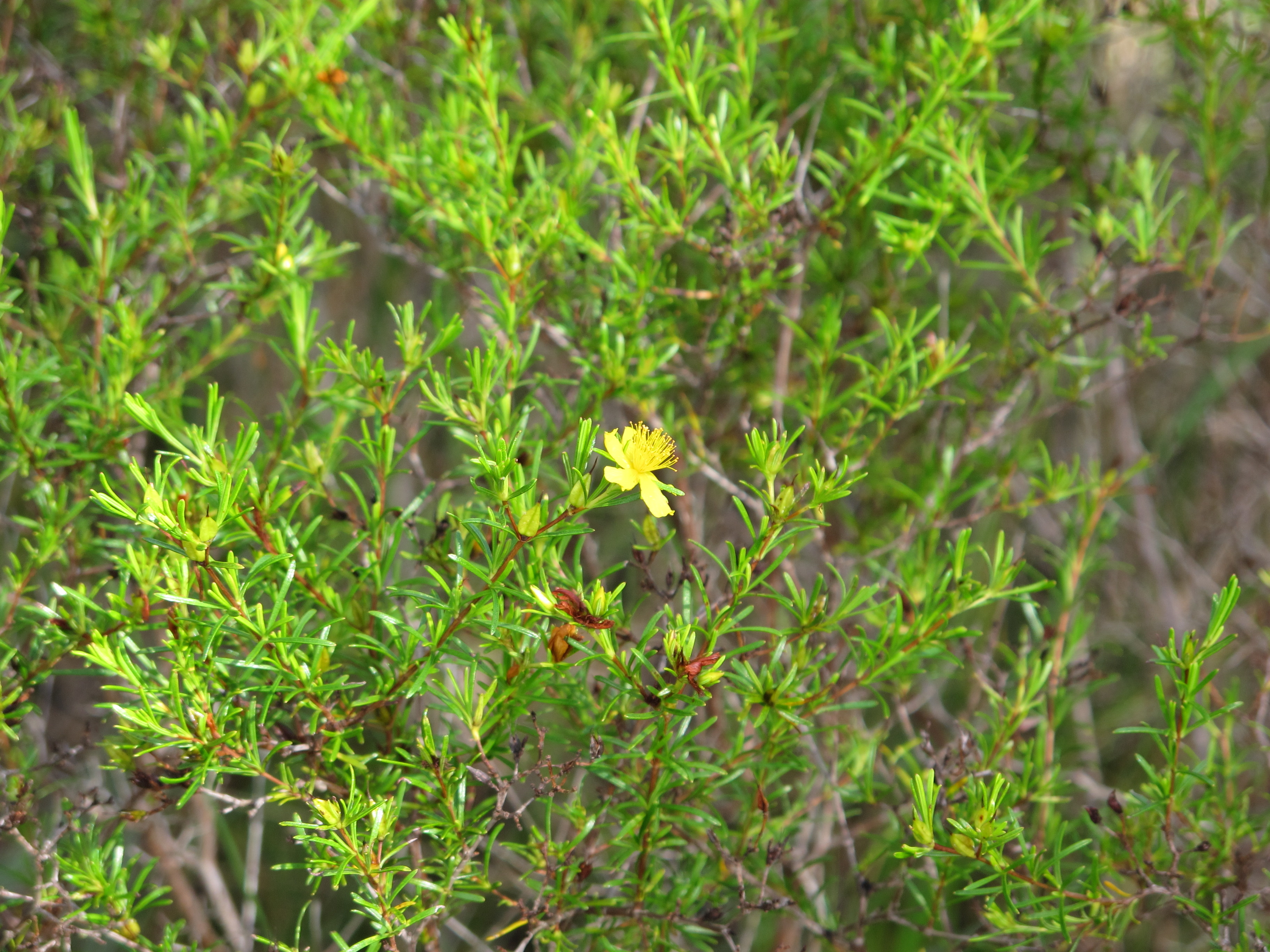
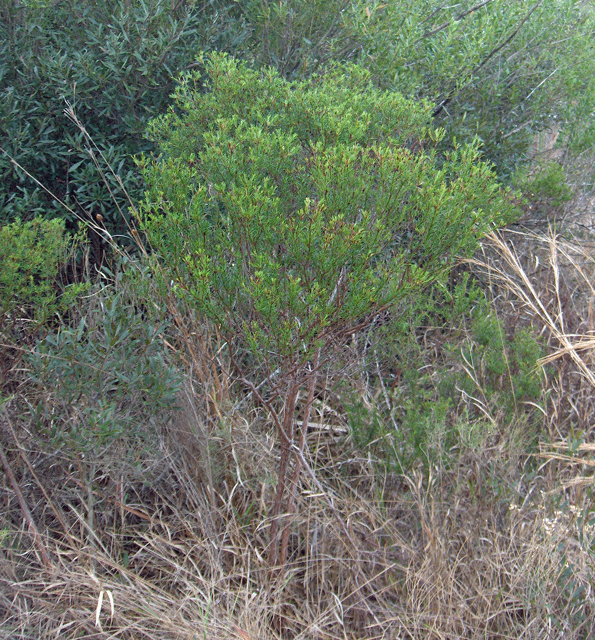
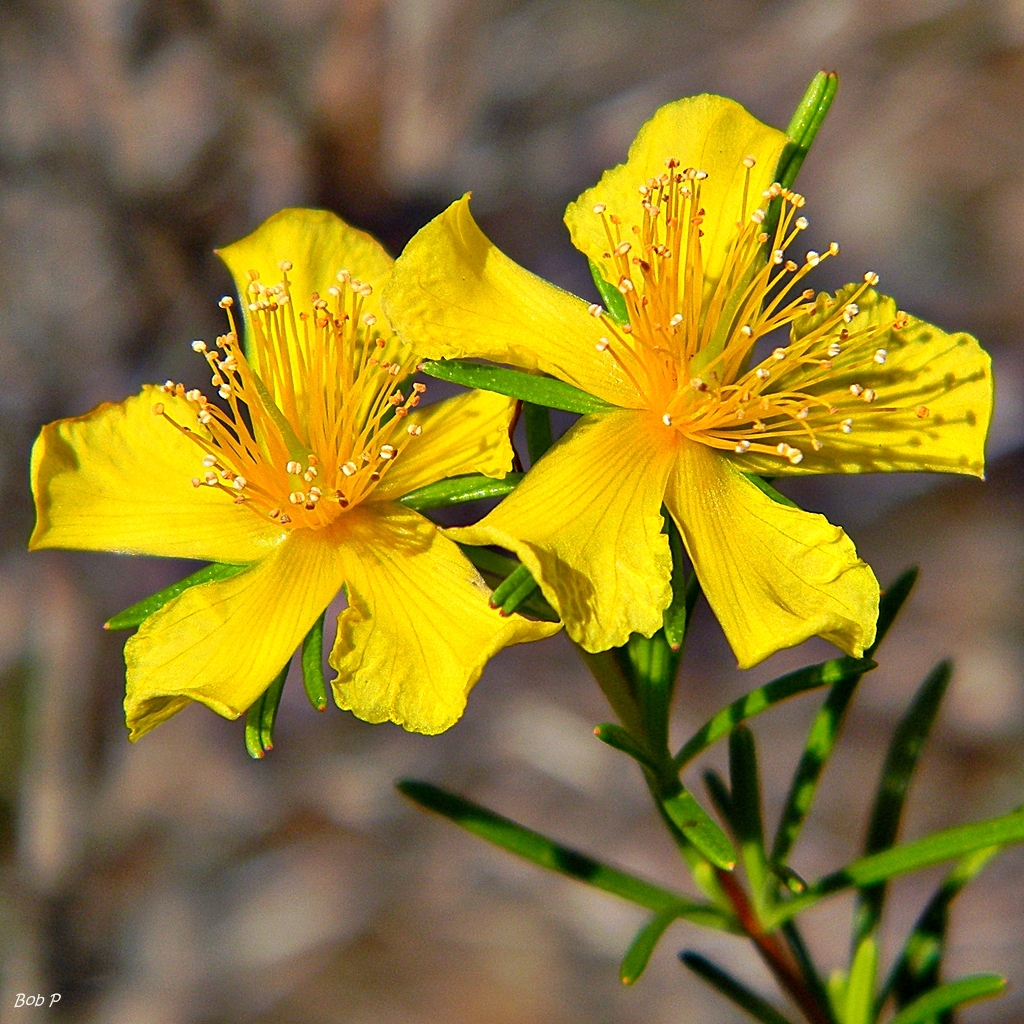